# Kierlikówka
Kierlikówka (früher auch Kierkówka, örtlich K'erkófka) ist eine Ortschaft mit einem Schulzenamt der Gemeinde Trzciana im Powiat Bocheński der Woiwodschaft Kleinpolen in Polen.

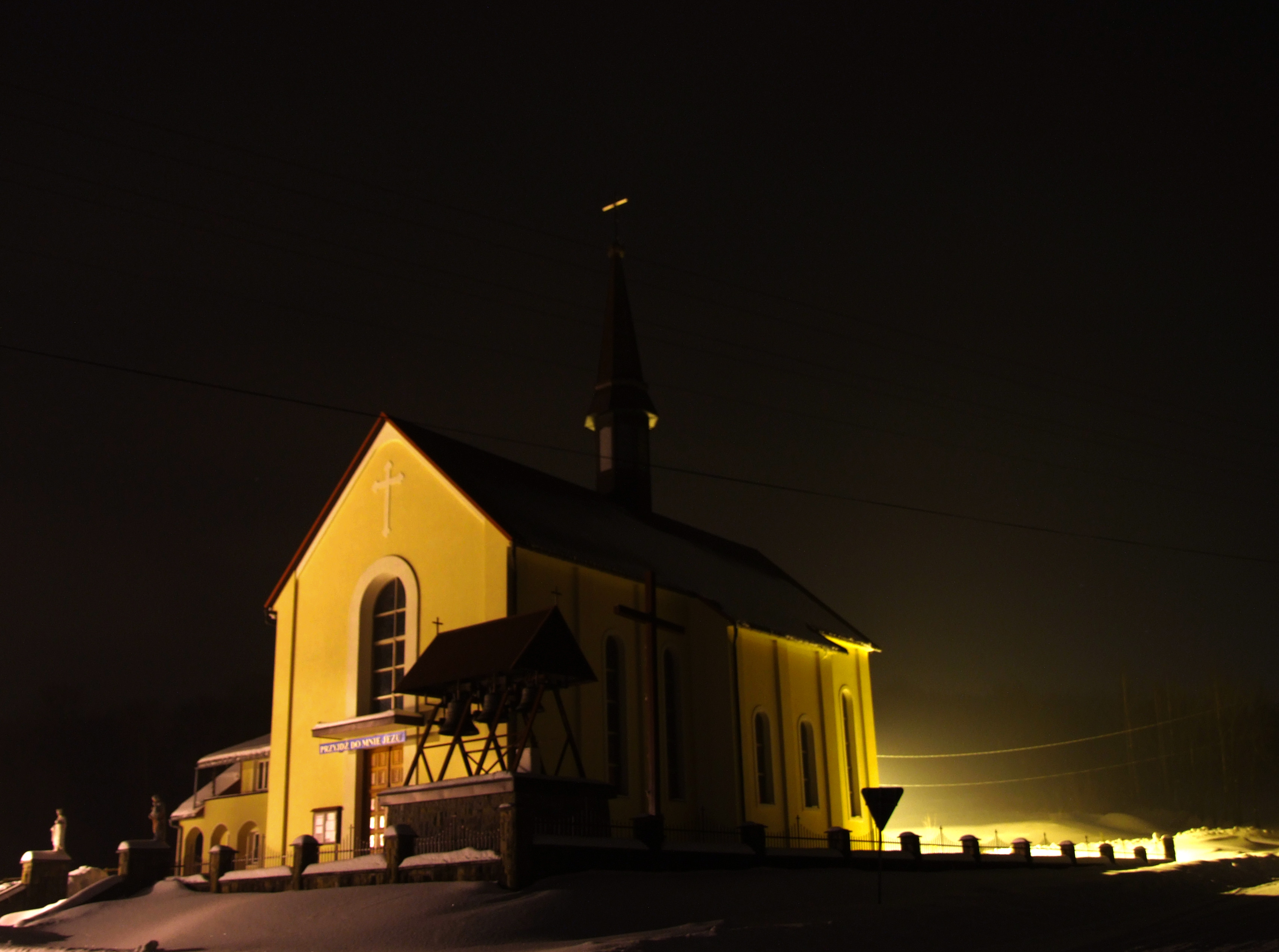
Ortskirche

## Geographie
Der Ort liegt im Pogórze Wiśnickie. Die Nachbarorte sind Kamionna im Süden, Rdzawa und Ujazd im Westen, Trzciana im Norden, sowie Łąkta Dolna, Łąkta Górna und Bełdno im Osten.

## Geschichte
Der Ort wurde im Jahr 1395 als Kerlicowca erstmals urkundlich erwähnt, als es zum Wilhelm von Podgaje gehörte. Später folgten die Erwähnungen als Kelichowka (1402), Kyerlicowca (1437), Gerlicowca (1440), Kyerlichowka (1463). Der besitzanzeigende Name ist entweder vom Personennamen Kierlik (deutsch Kerl-/Karl- + -ik) oder vom Appellativ kierła (Kerl, Strolch) abgeleitet.
Politisch zählte der Ort zunächst zum Königreich Polen (ab 1569 in der Adelsrepublik Polen-Litauen), Woiwodschaft Krakau, Kreis Szczyrzyc.  Bei der Ersten Teilung Polens kam Kierlikówka 1772 zum neuen Königreich Galizien und Lodomerien des habsburgischen Kaiserreichs (ab 1804).
1918, nach dem Ende des Ersten Weltkriegs und dem Zusammenbruch der k.u.k. Monarchie, kam Kierlikówka zu Polen. Unterbrochen wurde dies nur durch die Besetzung Polens durch die Wehrmacht im Zweiten Weltkrieg.
Von 1975 bis 1998 gehörte Kierlikówka zur Woiwodschaft Tarnów.